# Большой белый обман
«Большой белый обман» (англ. The Great White Hype) — американская комедия режиссёра Реджинальда Хадлина. Премьера состоялась 3 мая 1996 года.

## Сюжет
Преподобный Фред Султан (Сэмюэл Джексон) — медиамагнат, зарабатывающий на поединках бокса. Но дела идут на убыль: людей меньше привлекают подобные поединки. Для привлечения денег он решает устроить супербой между своим чёрным боксером и белым подставным.

## В ролях
- Сэмюэл Л. Джексон — преподобный Фред Султан
- Джефф Голдблюм — Митчелл Кейн
- Дэймон Уэйанс — Джеймс «Мрачный жнец» Ропер
- Питер Берг — Терри Конклин
- Корбин Бернсен — Питер Принц
- Джон Ловитц — Сол
- Чич Марин — Хулио Эскобар
- Джон Рис-Дэвис — Джонни Виндзор
- Салли Ричардсон — Бэмби
- Джейми Фокс — Хассан Эль Рук’н
- Роки Кэрролл — Артемус Сент-Джон Сент